# Kanton Ajaccio-2
Kanton Ajaccio-2 (francouzsky Canton d'Ajaccio-3) je francouzský kanton v departementu Corse-du-Sud v regionu Korsika. Tvoří ho městská část města Ajaccio